# Léopold Renaudin
Pour les articles homonymes, voir Renaudin.

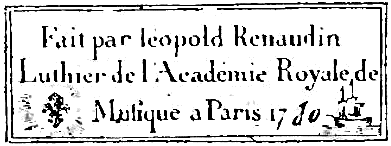
Étiquette Léopold Renaudin

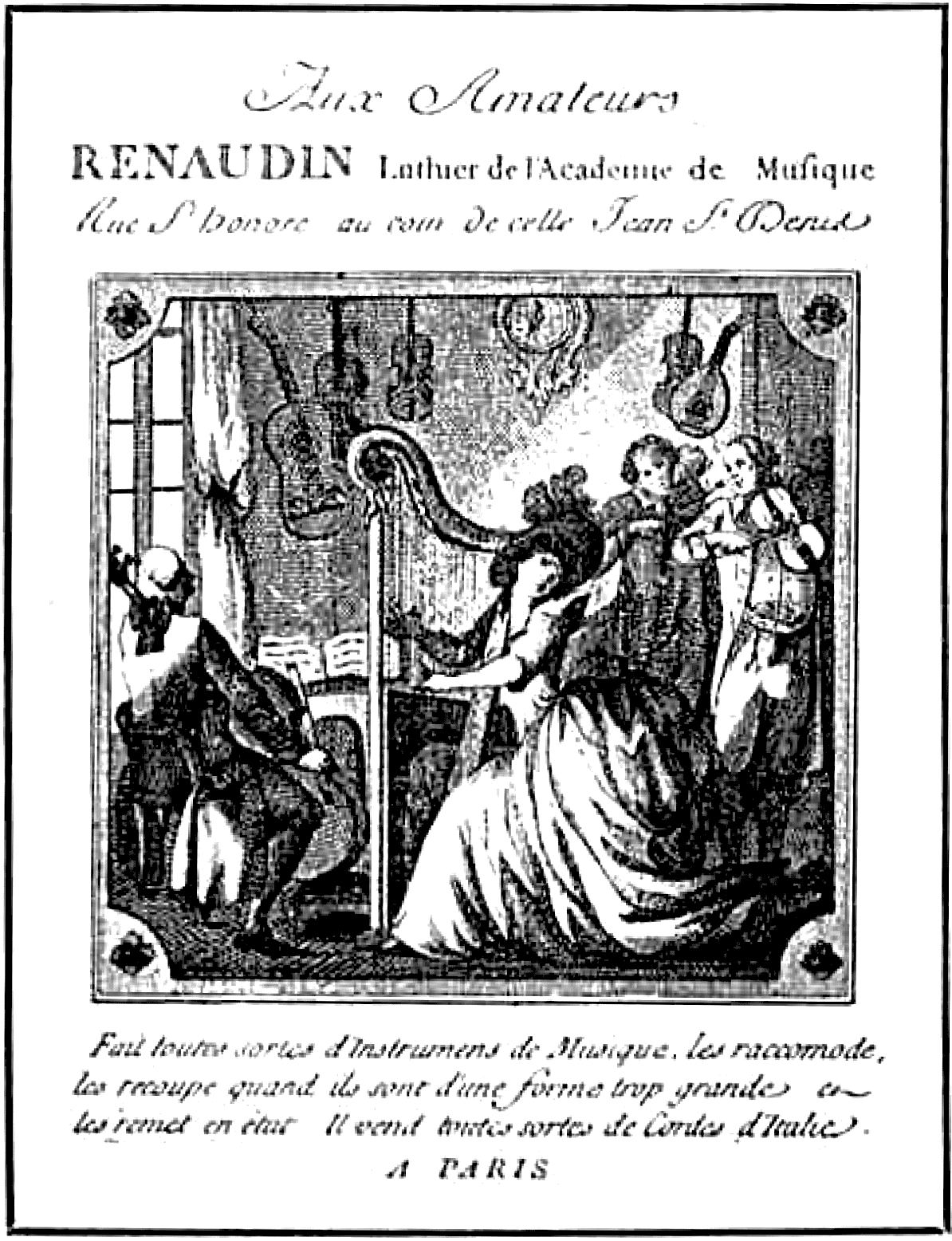
Cart-address de Léopold Renaudin

Léopold Renaudin, né le 11 mars 1749 à Saint-Remy (Duché de Lorraine, actuel département des Vosges), guillotiné le 7 mai 1795 à Paris sur la place de Grève, est un révolutionnaire français, juré au Tribunal révolutionnaire.

## Biographie
Fils de Gaspard Renaudin, cordonnier à Mirecourt, et de Marie Anne Miquel  il eut aussi une sœur, Jeanne Bailly (née Renaudin). Il devient luthier et part à 13 ans pour Paris pour y travailler à l'Académie royale de musique. En 1776, il s'installe rue Saint-Honoré, près de l'Opéra, dans la section de l'Oratoire, où il demeure jusqu'à la fin de ses jours. Dans son métier, il est particulièrement réputé pour ses contrebasses, encore recherchées un siècle après, et l'habileté avec laquelle il trouvait les défauts des instruments et les réparait.
Partisan des idéaux révolutionnaires, il est nommé électeur de sa section en 1791 et 1792. Délégué par sa section pour demander à l'Assemblée législative, le 3 août 1792, la déchéance de Louis XVI, il siège à la Commune de Paris le 10 août.
L'un des membres les plus énergiques du club des Jacobins, juré réputé le plus dur du Tribunal révolutionnaire, il est jugé en même temps que Fouquier-Tinville. Lors du procès, il se défend, comme la plupart des accusés, en se plaçant derrière la rigueur de la loi, et affirme : « À cette époque, tout le monde aurait voté comme nous ». Condamné à mort le 17 floréal an III, il est guillotiné le lendemain avec quinze autres coaccusés.